# Sancho García
Sancho García, llamado «el de los Buenos Fueros» (¿965/967?-5 de febrero de 1017) fue conde de Castilla desde la muerte de su padre en 995 hasta 1017.

## Vida
Fue hijo de García Fernández y su mujer Ava de Ribagorza y nieto del conde de Castilla y de Álava Fernán González (931-944 y 945-970). Sucedió a su padre al frente del condado tras su muerte en 995, aunque anteriormente había protagonizado una sublevación contra él con apoyo de Almanzor.
En el año 1000 Almanzor atacó Castilla; Sancho García salió a su encuentro y fue derrotado en la batalla de Cervera, no sin antes causar un gran número de bajas en las filas de Almanzor. Según las leyendas participó junto con Sancho Garcés III de Pamplona y Alfonso V de León en la famosa batalla de Calatañazor, donde Almanzor sufrió su primera derrota importante, aunque los historiadores modernos ponen en duda la existencia del combate.
En el 1007 llevó a cabo una incursión por territorio cordobés, destruyendo el castillo de Atienza y alcanzando Molina.
Apoyó a Sulaimán al-Mustaín en las luchas civiles cordobesas. Durante esta contienda, llegó a saquear Córdoba, el 14 de noviembre del 1009.  Para evitar que cambiase de bando, al-Mustaín y sus partidarios eslavos le cedieron varias plazas en la línea del Duero (Osma, San Esteban de Gormaz, Clunia, Berlanga de Duero, Sepúlveda, Peñafiel). El acuerdo se pactó en agosto o septiembre del 1010 y parece que Sancho no recibió todas las poblaciones que se le habían prometido.

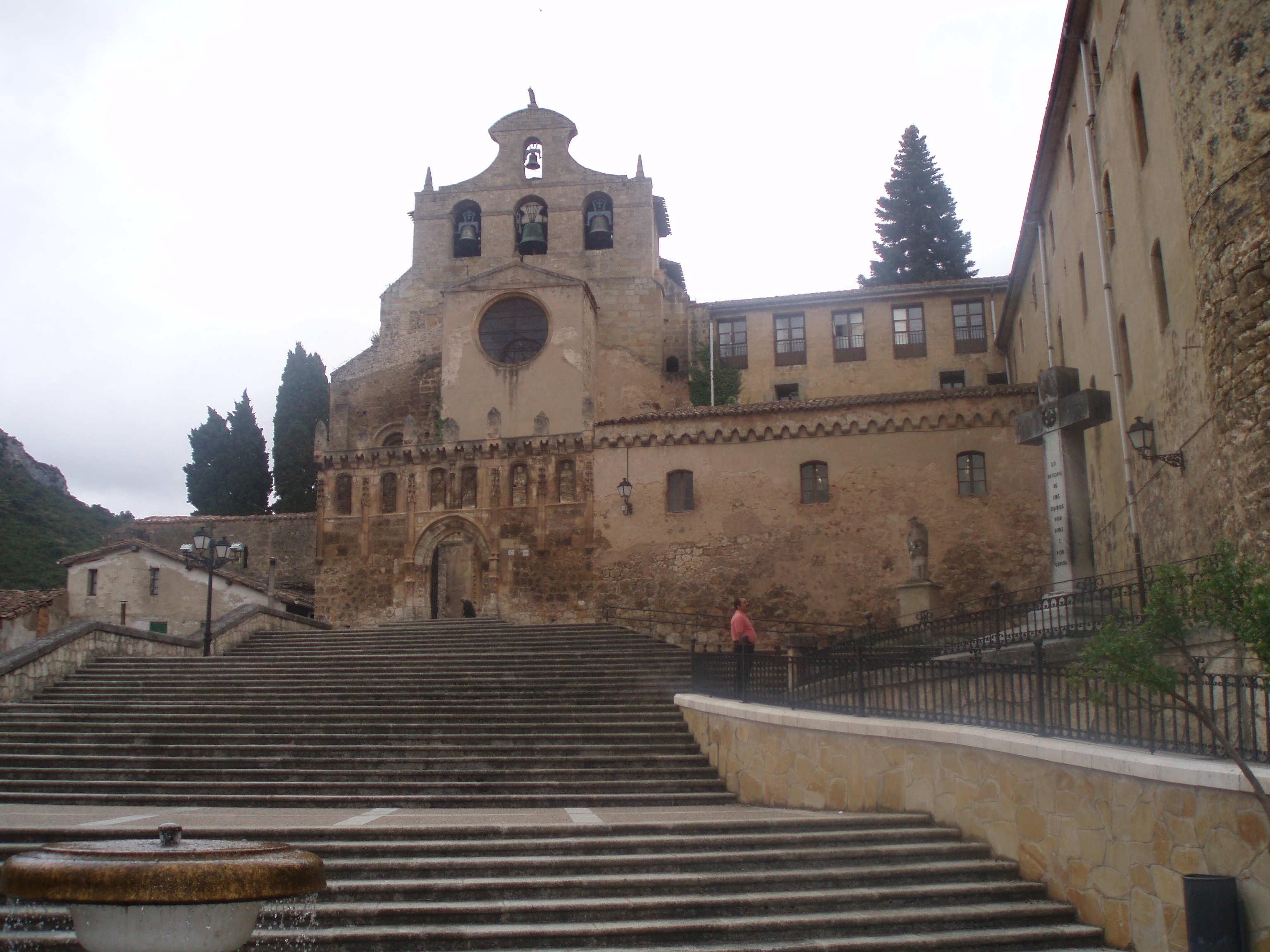
Vista exterior de la iglesia del Monasterio de Oña.

Fue conocido como «el de los Buenos Fueros» por los privilegios que dio a diversas poblaciones de Castilla y fundó el monasterio de San Salvador de Oña en 1011, donde fue después enterrado.

## Descendientes
Contrajo matrimonio con Urraca Gómez de la familia condal Banu Gómez de Saldaña de quien tuvo seis hijos:
- Muniadona de Castilla, la primogénita, condesa de Ribagorza y de Castilla, casada con Sancho Garcés III de Pamplona.[12]
- Fernando Sánchez.[13]

- García Sánchez (1010-1028), conde de Castilla.
- Sancha de Castilla (1006-1027), casada con el conde de Barcelona Berenguer Ramón I.[14]
- Tigridia Sánchez, abadesa en el monasterio de San Salvador de Oña.[14]
- Urraca Sánchez (fallecida el 12 de julio de 1041 en Burdeos), casada con Sancho Guillermo de Vasconia, duque de Gascuña y conde de Burdeos.[15]

| Predecesor: García Fernández | Conde de Castilla y Monzón 995-1017 | Sucesor: García Sánchez |